# فریک پولادبکف
فریک پولادبکف (Ferik Polatbekov) شناخته شده با نام فیودور لیتکین (Fyodor Lıtkin)، (۱ ژانویۀ ۱۸۹۷ در ایرکوتسک، روسیه - ۱۷ نوامبر ۱۹۱۸) سیاستمدار، شاعر، روزنامه‌نگار، سخن‌ران و انقلابی بلشویک کُرد اهل اتحاد جماهیر شوروی سوسیالیستی بود.

## زندگی
فریک پولادبکف در سال ۱۸۹۷ در ایرکوتسک در روسیه در یک خانوادۀ کُرد ایزدی به دنیا آمد. مادر او آنا کارتاشوا اهل روسیه بود و پدرش که عگید نام داشت، به خانواده‌ای اهل روستای خرابه دیگور (که امروزه به اوزون‌کایا تغییر نام داده‌شده)، در منطقۀ دیگور در قارص تعلق داشت که به ایرکوتسک تبعید شده‌بود. فریک پولادبکف در سال ۱۹۰۷ به همراه خانواده‌اش به دیگور در استان قارص بازگشت که در آن زمان بخشی از امپراتوری روسیه بود. او در روستای پدری‌اش به زندگی خود ادامه داد. او یک برادر به نام باسو و دو خواهر به نام‌های نوره و ماروسیا داشت.
پدر و مادر او از یکدیگر جدا شدند و او و خواهرش ماروسیا به همراه مادرش آنا به سرزمین‌های سیبری بازگشتند. فریک در دبیرستان ایرکوتسک با شعر و سوسیالیسم آشنا شد. او نخستین کتاب شعر خود را که با نام ترانۀ جوانی (به روسی: Pesnya Yunosti) در سال ۱۹۱۵ منتشر شد به مادرش تقدیم کرد که در همان زمان درگذشت.
پولادبکف در اسناد روسی با نام فیودور لیتکین مورد اشاره قرار گرفته‌است. لیتکین نام خانوادگی همسر اول مادرش بود. فیودور نیز نامی بود که مادرش بر وی نهاده‌بود.
فریک پولادبکف که خواهرش را به دیگور برگردانده‌بود، در اواخر ژوئیۀ ۱۹۱۷ به سیبری بازگشت و به همراه زنی به نام اولگا در شهر تومسک ساکن شد. او در آنجا در دانشکدۀ زبان‌شناسی دانشگاه تومسک ثبت نام کرد. از ماه سپتامبر شروع به انتشار مقالاتی در روزنامۀ پرچم انقلاب (Znamya Revolyutsii) کرد که متعلق به بلشویک‌ها بود.
همۀ احزاب دیگر همچون سوسیال رولوسیونرها (اس‌آرها)، منشویک‌ها و کادت‌های دموکراتیک علیه بلشویک‌ها که در انتخابات شورای تومسک به عنوان بزرگترین حزب برگزیده شده‌بودند متحد شدند و اتحادی ضد شورایی تشکیل دادند. پس از انقلاب اکتبر ۱۹۱۷، بلشویک‌ها در تومسک برای تأسیس قدرت شورایی مبارزه می‌کردند. معارضان بلشویسم در روز ۱۵ دسامبر ۱۹۱۷ به روی تجمع شورای تومسک آتش گشودند. فریک پولادبکف از آن تیراندازی‌ها جان به در برد.
فریک پولادبکف در سن ۲۱ سالگی به عنوان وزیر امور داخله حکومت شوروی و عضو هیئت اجرایی مرکزی سیبری موسوم به سنتروسیبیر (Tsentrosibir) ایفای نقش می‌کرد.
او در فاصلۀ روزهای ۱۷ تا ۲۲ نوامبر ۱۹۱۸ به وسیلۀ ارتش سفید و اسرای جنگی ضدانقلاب چکسلواکی در اولیوکمینسک در یاقوتستان کشته‌شد. از او به عنوان نخستین انقلابی بولشویک قارص شناخته شده‌است.

## آثار
از پولادبکف به جز مقالاتی که در روزنامه‌ها نوشته‌است، بیش از دویست شعر و چندین داستان به جای مانده‌است. از این میان می‌توان به نخستین کتاب شعر او به نام ترانۀ جوانی و یک داستان بلند او به نام اسکان (Êskan) اشاره کرد.

## تأثیرات
آثار ادبی فریک پولادبکف از جملۀ کتاب‌های زبان و ادبیات کردی بود که در دهۀ ۱۹۷۰ در ایروان برای کودکان کُرد در نظر گرفته شده‌بودند. حجی‌جندی فولکلوریست کُرد زندگی خانوادۀ او را در رمان تاریخی مستندی با نام صدا زدن (Hewarî) که در سال ۱۹۶۷ نوشت توصیف کرده‌است.

## یادبود
روستایی در استان آرماویر در ارمنستان که در گذشته کوره‌کند نام داشت و جمعیت غالب آن را کردهای ایزدی تشکیل می‌دهند، به افتخار وی فریک  نامگذاری شده‌است.

## ترجمۀ آثار
در سال ۲۰۲۱ مجموعه‌ای از آثار فریک پولادبکف برای نخستین بار به زبان ترکی استانبولی ترجمه شد. عصمت کوناک ۱۰ شعر از پولادبکف را از روسی به ترکی ترجمه کرد که توسط آژانس خبری مزوپوتامیا انتشار یافت.